# 牛津古典文本
牛津古典文本（英語：Oxford Classical Texts，拉丁語：Scriptorum Classicorum Bibliotheca Oxoniensis、中文直譯為牛津大學叢書）是牛津大學出版社（Oxford University Press）出版的一系列書籍。這系列書籍包含了古希臘和拉丁語文學的文本，例如荷馬的《奧德賽》和維吉爾的《埃涅阿斯纪》，並帶有重要的原文校勘记（critical apparatus）。然而此書籍系列通常不介紹如歐基里德的《幾何原本》（Elements）等科學和數學著作。由於本書籍主要是針對要深入學習古典文學的學生準備的，因此本書籍收錄的文學的文本的前言和註釋都是用拉丁文呈現，不包括這些文本的翻譯和增添的註釋性說明。從1990年由休·洛依德-瓊斯（Hugh Lloyd-Jones）團隊編訂的版本開始，較近期的書冊打破了特點介紹及非文本內容限制用英語編寫的傳統（但校勘记依然是以拉丁語呈現）。

## 外部連結
- OUP網站的牛津古典文本 （页面存档备份，存于）